# Degenfeld család

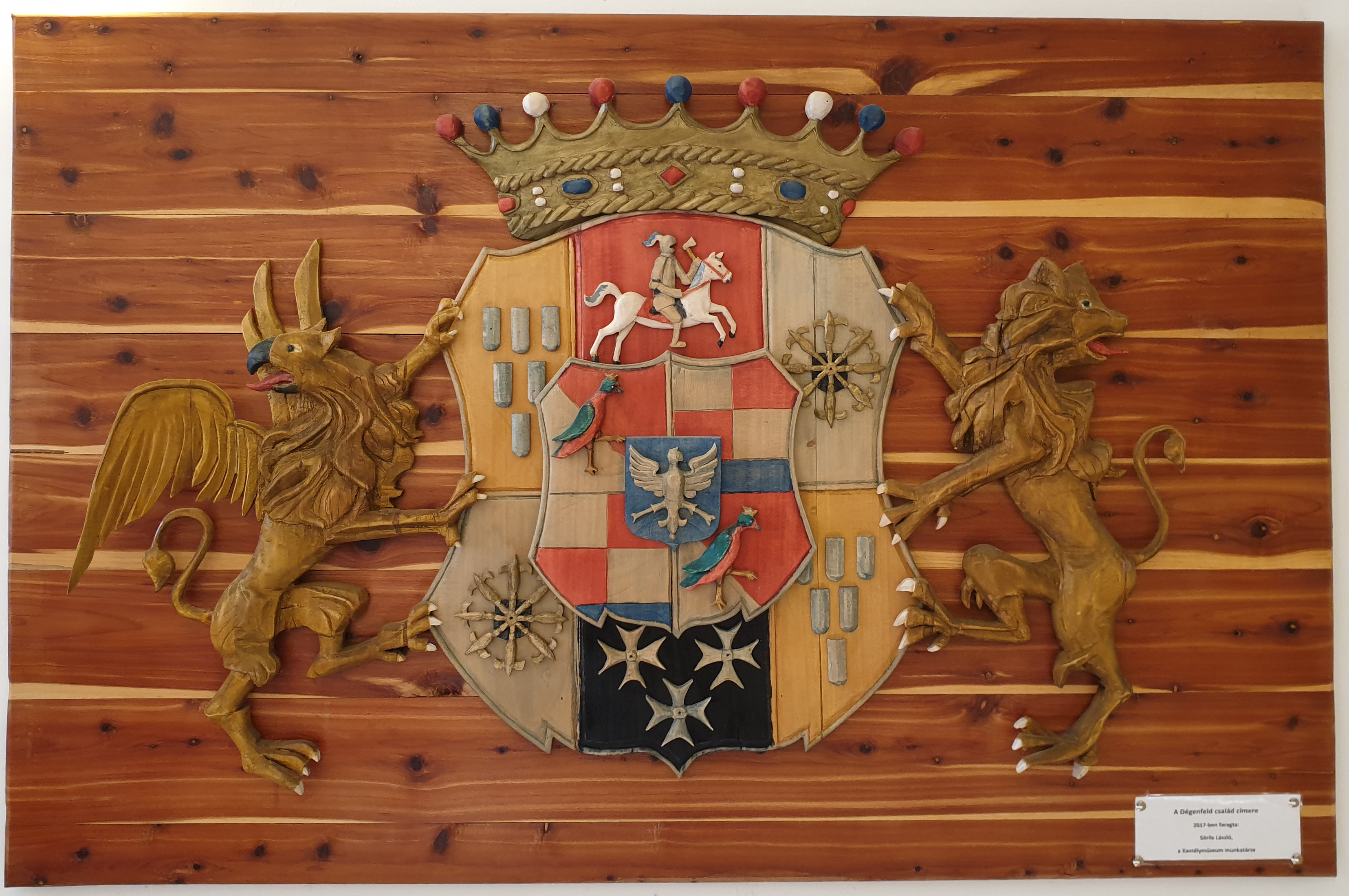
A Dégenfeld család faragott címere a baktalórántházi Dégenfeld Kastélymúzeumban

A német-magyar származású Degenfeld család neve a szőlőtermesztéssel és borkészítéssel fonódik össze.

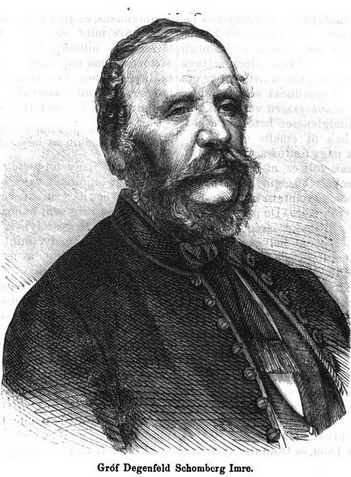
Degenfeld-Schonburg Imre

A 19. században gróf Degenfeld-Schonburg Imre mint az egyik legjelentősebb tokaji szőlőbirtokos alapítója volt az 1857-ben megalakult Tokaj-hegyaljai Bormívelő Egyesületnek. Sok eredmény és elismerés övezte tevékenységét. A második világháborút követően a család elhagyni kényszerült az országot, ezért munkásságuk több évtizedre megszakadt.
Az 1990-es években Degenfeld Sándor élve a lehetőségekkel visszatért Magyarországra és a család birtok újjáépítésébe, valamint a hagyományok felélesztésébe kezdett. Tarcalon megvásárolt egy évszázados pincét, környezetében jelentős szőlőterülettel. A birtok nagysága napjainkban eléri a 100 hektárt, amelyből jelenleg mintegy 35 hektárról történik a szüret. A birtokközéppont kialakítására 1996-ban került sor, melynek keretében 1999-ben megvásárolták a lepusztult Degenfeld-kastélyt, melyben egy négycsillagos szálloda nyitotta meg kapuit. A birtok jelenlegi tulajdonosa Degenfeld Mária és férje Dr. Thomas Lindner.

## Kastélyaik
- Degenfeld-kastély

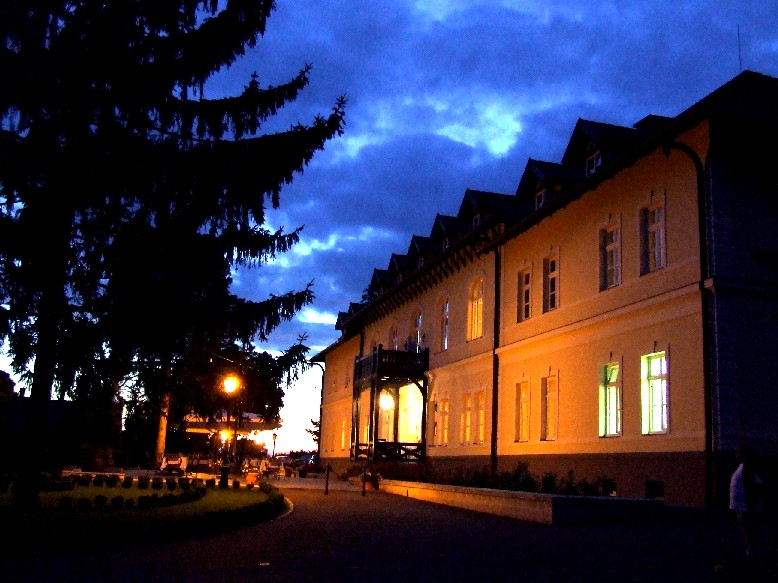
a tarcali Degenfeld-kastély
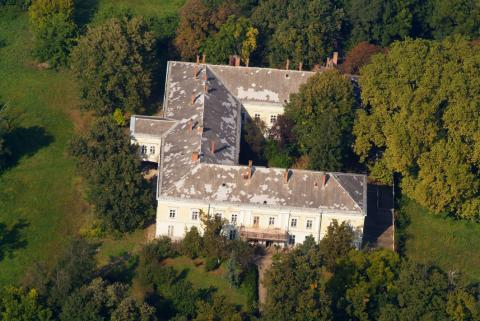
a téglási Degenfeld-kastély
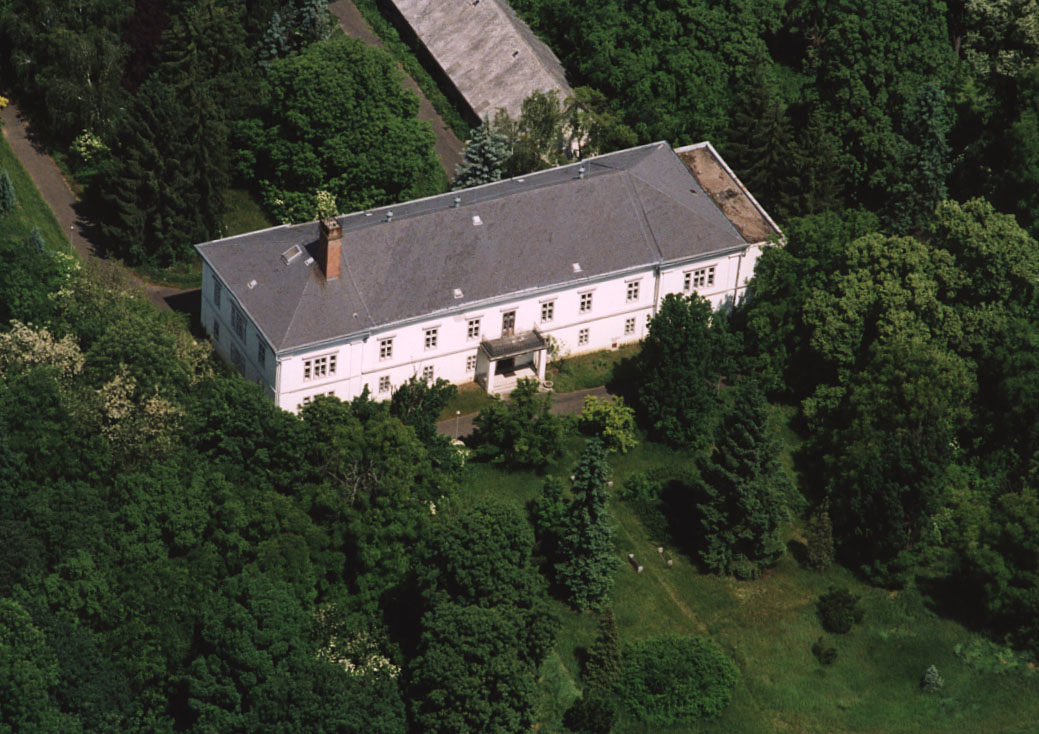
a baktalórántházai Degenfeld-kastély
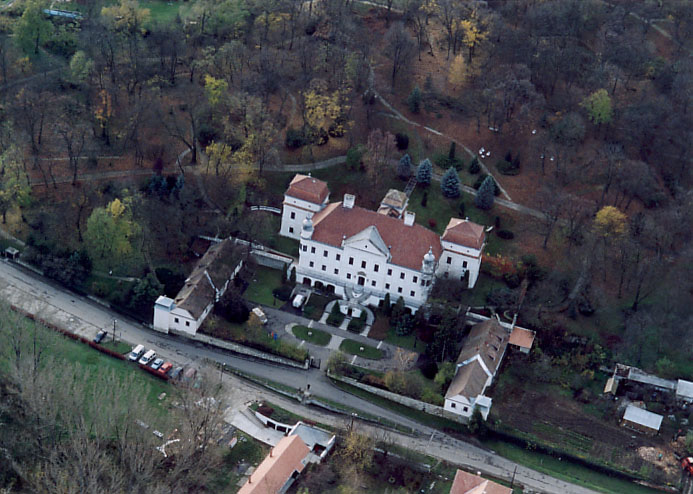
a sziráki Teleki-Degenfeld-kastély
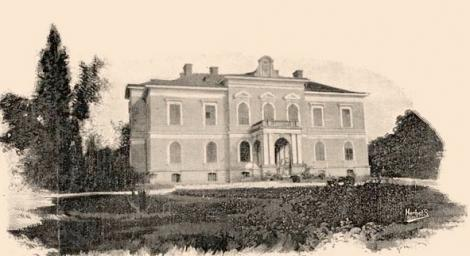
a csomaközi Degenfeld kastély
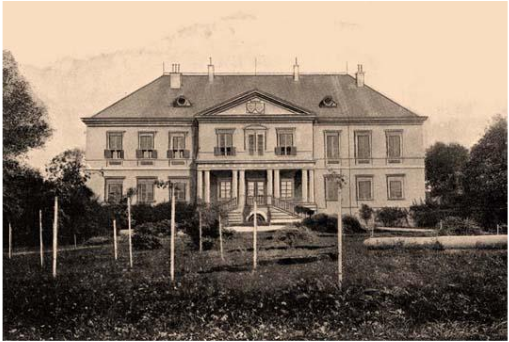
Erdőszádai Degenfeld-kastély